# カエル検流器

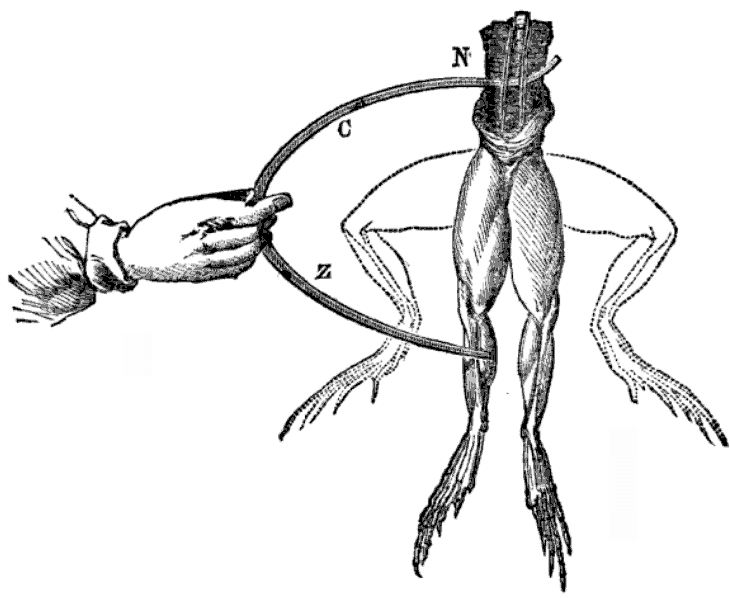
電流が流れることによってカエルの脚は上向きに痙攣し、検流器の役割を果たす。

カエル検流器（カエルけんりゅうき、英: frog galvanoscope）は、18世紀末から19世紀にかけて電位差の検出に用いられた高感度の計測器である。カエルの肢の皮を剥き、神経に電極をつないで作られる。ルイージ・ガルヴァーニによって発明され、カルロ・マテウッチによって改良された。
ガルヴァーニとアレッサンドロ・ボルタの間で戦われた電気の性質についての論争では、カエル検流器などカエルを使った実験が一定の役割を果たした。この種の検流計は非常に高感度であり、19世紀に入って電気機械的な計器が実用化された後も使われ続けた。

## 用語
この器具には galvanoscopic frog、frog's leg galvanoscope、frog galvanometer、rheoscopic frog、frog electroscope のような呼び名もある。galvanometer（検流計）が正確な測定値を与える器具であるのに対し、galvanoscope（検流器）は検出だけを行うもので、カエル検流器は後者で呼ぶのが正しい。現代の用法で「検流計」「検流器」は、電圧ではなく電流に関する高感度の実験機器をいう。一般的な低精度の電流測定で用いられる計測器は電流計と呼ばれる。電圧測定についても同様に検電器、電位計、電圧計の区別がある。

## 歴史
初期の科学者の間ではカエルが実験対象として人気が高かった。カエルは小さくて扱いやすく、簡単に手に入った。マルチェロ・マルピーギが17世紀に行った胚の研究などでもカエルが使われた。中でも筋活動の研究にはうってつけであり、特に下肢は筋収縮が観察しやすく、神経を摘出するのも容易だった。死後かなりの時間にわたって筋収縮が続くことも科学者にとって望ましい性質だった。同じく17世紀にはレオポルド・カルダニとフェリーチェ・フォンターナがカエルに電気刺激を与えることでアルブレヒト・フォン・ハラーの被刺激性説を検証した。
ボローニャ大学の講師だったルイージ・ガルヴァーニは1780年ごろからカエルの神経系を研究していた。アヘン剤と静電気に対する筋肉の反応を調べる実験では、脊髄とつながったまま下肢を切り出して皮を剥く必要があった。1781年、その処理を行っている間に一つの発見があった。助手の一人が露出した下腿神経にメスで触れたのと同時に、そばの起電機が放電したのである。肢はその瞬間にけいれんした。ガルヴァーニは切除した肢（構造節参照）の神経と筋肉に金属回路を接続すればけいれんを起こせることを発見し、これがカエル検流器の誕生となった。これらの結果は1791年の著書 De viribus electricitatis で発表された。
離れた場所での放電がカエルを反応させたという話には異説があり、起電機が置かれたテーブルでスープを作るためにカエルを処理していたのだという。助手がたまたま神経に触れたときカエルがけいれんし、ガルヴァーニの妻がそれに気づいて夫に伝えた。この説の出所はジャン＝ルイ・アリベールであり、ピッコリーノとブレッサドーラによるとおそらく創作である。
ガルヴァーニと甥のジョヴァンニ・アルディーニはカエル検流器を電気実験に用いた。カルロ・マテウッチはこの器具を改良して広めた。ガルヴァーニはカエル検流器によって、生物中の生命力が新しい種類の電気として現れたという「動物電気」説を確立しようとした（ガルヴァーニ電気）。アレッサンドロ・ボルタはこの説に反論し、ガルヴァーニと同調者が観察したのは回路中で金属が接触帯電したことによる電気だと考えた。ボルタがボルタ電池（一般に用いられているマンガン乾電池の前身）を発明した大きな動機は、動物の実験で見られる電気現象に生命力が必要ないと示すため、生物性の材料を全く使わずに電気回路を構成しようとしたのだった。マテウッチはボルタへの回答として、金属間の接触が必要ではないことを示すため、カエルの肢からなる電池のような生物性の材料だけで回路を構築してみせた。ガルヴァーニの動物電気説もボルタの接触帯電説も現代の電気学には姿を残していないが、1930年代にはアラン・ホジキンが実際にイオン電流が神経を通っていることを示している。
マテウッチはカエル検流器を用いて電気と筋肉の関係を研究し、切断直後の人間の手足なども対象とした。マテウッチは自身の測定から、あらゆる筋肉では内から外に向けて常に電流が流れていると結論した。この考えは同時代人の多くに受け入れられたが、現在では否定されており、マテウッチの実験結果は損傷電位に基づいて説明される。

## 構造
カエルの体から下肢全体を切り取る。坐骨神経は肢に付いたままにしておき、場合によっては脊髄の一部も残す。肢の皮を剥き、電極を2つ取り付ける。神経と足先に金属線や金属箔を巻くことで電極とする場合もあるが、マテウッチが改良した方式の方が扱いやすい。後肢をガラス管に入れて神経だけを外に出し、電極を神経の二か所に接続するというものである。
マテウッチによると、直接筋肉に電気的接続を行わず、神経にのみ接続する方式がもっとも正確である。マテウッチはまた、神経を完全に露出させることや、神経に鋭利な金属製プローブを当てるのではなく濡らした紙で接続を取ることを勧めている。

## 使用
電位差が存在する回路にカエル肢を接続すると、筋肉が収縮して少しの間けいれんが起きる。回路を切るともう一度けいれんする。この器具は微小な電圧を検出することができ、19世紀前半に存在した電磁式検流計や金箔検電器よりはるかに高感度だった。そのためほかの方式の計器が発明されてからも長く需要があった。検流計の誕生は1820年で、電流がコンパスの針を振れさせるというハンス・クリスチャン・エルステッドの発見によるものである。金箔検電器はさらに早い（エイブラハム・ベネット、1786年）。しかし1848年になってもなお、ゴールデン・バードは「刺激によく反応するカエル下肢の筋肉は、最も高感度なコンデンサ電位計よりも電気の検出手段として56,000倍は繊細だった」と書いている。ここでバードがいう「コンデンサ」はコイルを指しており、現在と同じ意味でボルタが用いた言葉をヨハン・ポッゲンドルフが転用したものである。
カエル検流器は電流の向きを検出することもできる。このためにはやや感度が落ちた下肢が必要になる。感度は切除した時点が最高で時間とともに下がっていくため、ある程度古い下肢の方が使用に適している。反応の強さは電流の向きによって異なり、適度に感度が落ちれば一方の向きにしか反応しなくなる。神経から肢の向きに電流を流すと、回路をつないだときにけいれんが起きる。肢から神経の向きであれば、回路を切ったときにけいれんする。
カエル検流器は肢をたびたび交換しなければならないのが欠点である。肢の反応は44時間まで続くが、その後は新しい肢を用意する必要がある。